# Mons (Haute-Garonne)
Mons település Franciaországban, Haute-Garonne megyében. Lakosainak száma 1851 fő (2022. január 1.). Mons Mondouzil, Drémil-Lafage, Flourens, Lavalette és Pin-Balma községekkel határos.

## Népesség
A település népességének változása:
| Lakosok száma | 272  | 648  | 750  | 1400 | 1755 | 1760 | 1780 | 1758 | 1789 | 1851 |
|               | 1968 | 1982 | 1990 | 2006 | 2013 | 2015 | 2017 | 2019 | 2020 | 2022 |